# La Chapelle-d’Andaine
La Chapelle-d’Andaine település Franciaországban, Orne megyében. Lakosainak száma 1460 fő (2018. január 1.). La Chapelle-d’Andaine Geneslay községgel határos.

## Népesség
A település népességének változása:
| Lakosok száma | 1358 | 1321 | 1417 | 1546 | 1600 | 1559 | 1487 | 3185 | 1463 | 1460 |
|               | 1962 | 1968 | 1975 | 1990 | 1999 | 2008 | 2013 | 2016 | 2017 | 2018 |